# Vassili Nosenko
Pour les articles homonymes, voir Nossenko.
Vassili Valerievitch Nosenko (en russe : Василий Валерьевич Носенко) est un joueur russe de volley-ball né le 13 mai 1987. Il mesure 2,00 m et joue attaquant. Il est international russe.

## Clubs
| Club                     | De        | À         |
| ------------------------ | --------- | --------- |
| Gazprom-Iourga Sourgout  | 2007-2008 | 2010-2011 |
| Goubernia Nijni Novgorod | 2011-2012 | 2011-2012 |
| Dinamo Krasnodar         | 2012-2013 | 2012-2013 |
| VK Tioumen               | 2013-2014 | ...       |

## Palmarès
Néant.